# Oan hồn Hứa thị
Oan hồn Hứa thị là một giai thoại truyền miệng nổi tiếng đã tồn tại hơn 50 năm tại Sài Gòn về hồn ma cô con gái út của chú Hỏa và được đạo diễn Lê Hoàng Hoa chuyển thể thành bộ phim kinh dị Con ma nhà họ Hứa vào năm 1973.

## Bối cảnh
Hứa Bổn Hòa hay còn gọi là chú Hỏa là người Việt gốc Hoa khởi nghiệp từ nghề bán phế liệu và trở thành một trong những doanh nhân giàu nhất (một trong 4 đại gia đương thời là: nhất Sỹ (Huyện Sỹ, tức Lê Phát Đạt, ông ngoại Nam Phương), nhì Phương (Tổng đốc Phương tức Đỗ Hữu Phương), tam Xường (bá hộ Xường tức Lý Tường Quán), tứ Hỏa (Hứa Bổn Hòa). Ngoài 4 nhân vật kể trên, còn có chú Hỷ (chủ nhân hãng vận tải đường biển, có lẽ là Vĩnh Sanh Chung?), Quách Đàm (chủ thầu chợ Bình Tây cũ, nay là Chợ Lớn), Tạ Mã Điền, v.v ở Sài Gòn vào đầu thế kỷ 20. Ông sở hữu khoảng 20.000 căn nhà và biệt thự ở khu vực Nam Kỳ. Chú Hỏa có một người con gái út bị bệnh phong cùi và bị nhốt cách ly sau đó thì chết.

## Nội dung tin đồn
Người dân Sài Gòn đọc một mẩu tin do chú Hỏa đăng cáo phó trên báo cho biết do con gái bị bạo bệnh đã chết vào giờ trùng nên tang lễ chỉ làm sơ sài, từ đó bắt đầu xuất hiện nhiều tin đồn về "hồn ma" của người con gái này xuất hiện gào rú, than khóc, có người còn kể lại thấy bóng người mặc áo trắng, xõa tóc đi trong đêm dọc hành lang trong khu biệt thự của chú Hỏa.

## Ảnh hưởng
- Năm 1973, bộ phim kinh dị "Con ma nhà họ Hứa" được đạo diễn Lê Hoàng Hoa chuyển thể từ giai thoại này.
- Các biệt thự của chú Hỏa tại Long Hải, Đà Lạt và Thành phố Hồ Chí Minh hiện nay bị bỏ hoang do nhiều người sợ ma không dám ở.[1]
- "Con ma nhà họ Hứa" đã thành một ngữ trong tiếng Việt để chỉ những người thất hứa.[4][5]